# Blast of Silence
Blast of Silence is een Amerikaanse film noir uit 1961 onder regie van Allen Baron.

## Verhaal
De beroepsmoordenaar Frank Bono krijgt in de kersttijd een nieuwe opdracht. Hij moet een te machtig geworden bendeleider vermoorden. Eerst gaat hij echter naar een kerstfeestje, waar hij een vrouw ontmoet. Zij wijst hem af en Bono gaat zich eenzaam voelen.

## Rolverdeling
| Acteur          | Personage            |
| --------------- | -------------------- |
| Allen Baron     | Frank Bono           |
| Molly McCarthy  | Lori                 |
| Larry Tucker    | Big Ralph            |
| Peter H. Clune  | Troiano              |
| Danny Meehan    | Petey                |
| Howard Mann     | Lijfwacht            |
| Charles Creasap | Contactpersoon       |
| Milda Memenas   | Vriendin van Troiano |
| Dean Sheldon    | Nachtclubzanger      |